# Saut en hauteur masculin aux championnats du monde d'athlétisme 1983
L'épreuve de saut en hauteur masculin des championnats du monde d'athlétisme de 1983 se déroule les 12 et 13 août de cette même année dans le Stade olympique d'Helsinki en Finlande, remportée par le Soviétique Hennadiy Avdyeyenko.
Navigation
Édition suivante

## Résultats

### Finale
| Rang               | Athlète             | Pays                 | Essais | Essais | Essais | Essais | Essais | Essais | Essais | Essais | Marque | Notes |
| Rang               | Athlète             | Pays                 | 2,10m  | 2,15m  | 2,19m  | 2,23m  | 2,26m  | 2,29m  | 2,32m  | 2,34m  | Marque | Notes |
| ------------------ | ------------------- | -------------------- | ------ | ------ | ------ | ------ | ------ | ------ | ------ | ------ | ------ | ----- |
| Médaille d'or      | Hennadiy Avdyeyenko | Union soviétique     | -      | o      | o      | o      | o      | xo     | o      | xxx    | 2,32 m |       |
| Médaille d'argent  | Tyke Peacock        | États-Unis           | -      | o      | o      | xo     | o      | o      | xxo    | xxx    | 2,32 m |       |
| Médaille de bronze | Jianhua Zhu         | Chine                | -      | o      | o      | o      | o      | o      | xxx    |        | 2,29 m |       |
| 4ès ex æquo        | Dietmar Mögenburg   | Allemagne de l'Ouest | -      | o      | o      | xo     | -      | o      | xxx    |        | 2,29 m |       |
| 4ès ex æquo        | Igor Paklin         | Union soviétique     | o      | o      | o      | o      | xo     | o      | xxx    |        | 2,29 m |       |
| 6e                 | Dwight Stones       | États-Unis           | -      | o      | o      | o      | o      | xxo    | xxx    |        | 2,29 m |       |
| 7e                 | Carlo Thränhardt    | Allemagne de l'Ouest | -      | o      | o      | o      | o      | -      | xxx    |        | 2,26 m |       |
| 8e                 | Valeriy Sereda      | Union soviétique     | o      | o      | xo     | o      | o      | xxx    |        |        | 2,26 m |       |
| 9e                 | Milton Ottey        | Canada               |        |        |        |        |        |        |        |        | 2,26 m |       |
| 10e                | Luca Toso           | Italie               |        |        |        |        |        |        |        |        | 2,26 m |       |
| 11e                | Patrik Sjöberg      | Suède                |        |        |        |        |        |        |        |        | 2,23 m |       |
| 12e                | Leo Williams        | États-Unis           |        |        |        |        |        |        |        |        | 2,23 m |       |
| 13e                | Jacek Wszoła        | Pologne              |        |        |        |        |        |        |        |        | 2,23 m |       |
| 14e                | Eddy Annys          | Belgique             |        |        |        |        |        |        |        |        | 2,19 m |       |
| 15e                | Francisco Centelles | Cuba                 |        |        |        |        |        |        |        |        | 2,19 m |       |
| 16e                | Paul Frommeyer      | Allemagne de l'Ouest |        |        |        |        |        |        |        |        | 2,19 m |       |
| 17e                | Sorin Matei         | Roumanie             |        |        |        |        |        |        |        |        | 2,15 m |       |

### Légende
Records et Performances
- AR : Record continental (area record)
- CR : Record des championnats (championship record)
- MR : Record du meeting (meet record)
- NR : Record national (national record)
- OR : Record olympique (olympic record)
- PR : Record paralympique (paralympic record)
- PB : Record personnel (personal best)
- SB : Meilleure performance personnelle de la saison (season's best)
- WL : Meilleure performance mondiale de l'année (world leader)
- WJR : Record du monde junior (world junior record)
- WR : Record du monde (world record)

Circonstances et Conditions
- DNF : N'a pas terminé (did not finish)
- DNS : N'a pas pris le départ (did not start)
- DQ : Disqualification (disqualification)
- NM : Aucun essai valable enregistré (No Mark)
- Q : Qualifié « directement » au prochain tour (ou à la prochaine compétition), lors d'une compétition majeure, grâce au classement ou à la réalisation des minima (automatic qualifier)
- q : Qualifié au prochain tour (ou à la prochaine compétition), lors d'une compétition majeure, grâce au repêchage ou à la réalisation de l'une des meilleures performances parmi celles des « non qualifiés directement » (grâce au meilleur temps ou à la meilleure distance par exemple) (secondary qualifier)